# ICT (gruppo musicale)
ICT (Inspiration Color Trash) sono un gruppo musicale degli anni '90 composto da Christine Joan Johnson, Beatrice Kara Magnanensi e Ruben Dominguez (El Ruben). Il gruppo divenne famoso in Europa, soprattutto con il singolo Lasciati tentare del 1996 (noto anche come Laisse-toi tenter), che raggiunse la quindicesima posizione della classifica olandese   e vi rimase per svariate settimane.

## Storia

### Successo nei Paesi Bassi
Gli ICT hanno avuto un successo particolare nei Paesi Bassi, con singoli come Eyes che hanno raggiunto la Top 40 . Lasciati tentare raggiunse la quindicesima posizione nella classifica olandese e vi rimase per diverse settimane.

### Scioglimento del gruppo
Il gruppo si sciolse dopo uno scontro con la casa discografica, che portò ad una causa legale. Questo portò alla fine della collaborazione tra i membri del gruppo e la casa discografica.

## Stile e influenze
ICT è noto per il suo stile eclettico che combina elementi di pop, hip hop, elettronica e Jungle . Un lato caratteristico della loro musica è l'uso di più lingue nella stessa canzone, con Beatrice che canta in italiano e inglese, Ruben in francese e Christine in inglese.

## Formazione
- Christine Joan Johnson: fondatrice, rapper e voce melodica in inglese.
- Beatrice Kara Magnanensi: cantante solista con voce melodica in italiano e inglese.
- El Ruben (Ruben Dominguez): rapper e ballerino hip-hop, canta sia melodicamente che rap in francese.

## Discografia
- (1996) Lasciati tentare - disponibile in diverse versioni tra cui "French Edit" e "Soul Mix".
- (1997) Eyes - Disponibile in versioni come "Classic English Mix" e "Hip Hop Flava Mix".